# آرثر غرين
آرثر غرين (بالإنجليزية: Arthur Green)‏ (1 يناير 1885 في المملكة المتحدة - ) هو لاعب كرة قدم بريطاني (وحمل سابقاً جنسية المملكة المتحدة لبريطانيا العظمى وأيرلندا) في مركز الظهير. لعب مع برمنغهام سيتي ولينكولن سيتي أف سي ونادي مانسفيلد تاون.